# Tombe des Boucliers
La tombe des Boucliers (en italien Tomba degli Scudi)  est l'une des tombes étrusques peintes de la nécropole de Monterozzi, proche de la ville de Tarquinia. 

## Histoire
Datée de la seconde moitié du IVe siècle av. J.-C., cette tombe a été découverte en 1870.
Son nom provient d'une série de gros motifs ronds dorés peints dans la chambre du fond.

## Description
La Tombe des Boucliers est constituée d'une chambre centrale d'environ 3 × 3 m à toit à double pente et poutre faîtière en relief (tomba a camera). Trois portes et trois fenêtres situées sur ses parois latérales et du fond donnent accès à trois autres chambres. 
Seule la chambre centrale présente une décoration peinte à fresque où sont représentés les membres de la famille aristocratique des Velcha prenant part à des banquets.
Sur la paroi du fond on peut voir une scène du banquet avec Larth Velcha, son épouse Velia Seithi est assise à ses côtés et lui montre l'œuf symbole de fertilité.
Sur la paroi latérale un autre couple composé de Velthur Velcha et de son épouse Ravnthu Aprthnai, les parents de Larth Velcha, est représenté. Ce couple est aussi visible dans une autre scène visible sur le coin gauche de la paroi du fond.
Des longues inscriptions illustrant les noms et les charges exercées figurent à côté de chaque personnage. 
Au-dessus des fenêtres, des esprits ailés, protecteurs des personnes et des lieux, sont fortement détériorées.
La chambre du fond, destinée à la sépulture du propriétaire, est décorée avec des inscriptions et une série de grands boucliers circulaires typiquement étrusques.